# Neoplan N1216
Neoplan N1216 (также Neoplan Cityliner-2006) — наиболее современная модификация автобусов Neoplan Cityliner, выпускаемая с 2006 года компанией Neoplan Bus Gmbh. Этот 13-метровый туристический лайнер является самым современным из ряда туристических коучей Neoplan, имеет немало преимуществ и инноваций, футуристический и оригинальный дизайн а также особо высокий комфорт для водителей и перевозок пассажиров на дальние расстояния. Имеет подобные модели Neoplan N3516 и Neoplan Tourliner.

## Модификации
Neoplan Cityliner выпускается в 3 модификациях:
- Neoplan N1216HD (Cityliner, P14) — базовая 12,5 метровая двухосная модель нормальной ёмкости.
- Neoplan N1217HDC (Cityliner C, P15) — 12,9-метровый трёхосный автобус нормальной ёмкости.
- Neoplan N1218HDL (Cityliner L, P16)— 14-метровый трёхосный лайнер повышенной ёмкости.

## Описание модели
Автобус Neoplan N1216 является лайнером комфорта VIP-Class. Дизайн кузова автобуса очень футуристичен, кузову лайнера присущи округлые формы со сглаживанием на углах; кузов автобуса сделан из нержавеющей стали и покрыт металлопластиком как вторичным покрытием; кузов вагонной компоновки, несущего типа.
Передок автобуса разделён по высоте пополам «бровями», правда гораздо меньше и тоньше чем у других автобусов Neoplan такого же стиля; разделено по высоте и ветровое стекло.
Светотехника на козлах представлена четырьмя округлыми фарами с каждой стороны; фары сверху покрыты линзовым стеклом, что значительно увеличивает дальновидность светотехники. Противотуманные фары расположены на бампере; бампер присоединён к кузову, очерчен нечётко. Эмблема Neoplan располагается посередине радиатора, который закрыт блестящим металлическим листом. Такой дизайн передка придаёт автобусу ещё более футуристический вид. Нижнее и верхнее ветровые стёкла панорамные, стеклоочистители нижнего скрыты под панелю, размещённой над фарами. Стеклоочиститель верхнего лобового стекла один, но большого размера и очищает почти всё верхнее лобовое окно от осадков.
Бока автобуса также изготовлены из нержавеющей стали, багажные отсеки соединены между собой и очень вместительные — от 10,4 до 11,4 м ³. У автобуса есть по бокам немало откидных отсеков, в которых могут содержаться разные предметы — вода для охлаждения двигателя, вещи для мытья автобуса, дополнительные отсеки для багажа и т. п.
Колёсные арки (то есть вырезы в кузове для колёс) квадратные (подобные колёсным аркам Neoplan Jumbocruiser); у автобуса имеется две или три оси (зависит от модификации). Все колёса автобуса дисковые, размером 295/80 R × 22,5.
Боковые зеркала внешнего вида съёмные и могут поворачиваться, они большого размера с пластиковой окантовкой в стиле «уши зайца».
Двигатель автобуса располагается за задней панелью, за выведение газов отвечает 1 большая выхлопная труба с мощным глушителем.
Дизайн задней панели автобуса тоже имеет необычный и футуристический дизайн. Задний бампер чётко очерчен; задний «номер» прикреплён на специальном выступе откидной панели, закрывающей двигатель. Над откидной панелью сзади прикреплена эмблема Neoplan, имеется заднее стекло, на котором обычно клеят «звёзды» комфорта, удобства автобуса, его системы и ограничения скорости движения в 80 или 100 км / час.
Дверей у автобуса 2: передние двери располагаются напротив места водителя, средние расположены в «базе». Двери открываются параллельно кузову, остекление имеют только передние двери; стёкла дверей тоже тонированные, имеется ручной привод открывания дверей в случае неисправности. В салон автобуса ведут 3 (передние двери) и 5 (средние двери) травмобезопасные ступени.
Салон автобуса выполнен с высочайшим комфортом и современным дизайном. Настил пола автобуса выполнен из качественного и прочного линолеума, обитого ворсом в некоторых местах (например ступеньки обиты им для повышения безопасности). Сиденья пассажиров шикарные, из различных синтетических материалов. Ширина между рядами очень большая. Спинки кресел оборудованы откидным пластиковым столиком светлого цвета, а также сетками для содержания небольших вещей и раскладной педалью для ног, что может убираться и раздвигаться. У каждого сидения есть работающий ремень безопасности (пассажиры могут его надевать при необходимости а водители — должны, поскольку это обязательно) и дугообразный подлокотник для каждого пассажира. Сиденья 1, 2, 3 и 4 (первые) не имеют такого недостатка, как узость прохода, имеют установленный министолик на всю длину 2 сидений, педаль для ног и сетку для содержания вещей. Всего у автобуса 12-14 рядов, сзади имеется 5 кресел, образующих «задний диван».
Окна автобуса затонированы синим цветом (хотя внешне он кажется чёрным) также есть занавески с клёпками скрепления одной занавески с другой. Наверху имеется полка, куда пассажиры могут класть дорожные сумки. Над сиденьями есть индивидуальный кондиционер, индивидуальная подсветка.
Кондиционирование в салоне — искусственное (индивидуальное), через люки и панельное. Обогрев жидкостный, распространяется с помощью специального вентилятора или по панелям с левой и правой сторон автобуса внутри. Потолок очень высок, поэтому лайнер крайне удобен для людей высокого роста.
Подсветка в салоне осуществляется с помощью больших ламп. Есть жидкокристаллические Video-CD телевизоры, включаемые водителями с водительского места, показ также передаётся и на небольшие откидные телевизоры на панели приборов. Также у автобуса есть термометр (один в салоне, прикреплённый на стене, другой на панели управления), большие цифровые часы.
Место водителя комфортабельное; рулевая колонка травмобезопасная, руль ZF Servoсоm с гидроусилителем, что делает управление автобусом лёгким. Панель приборов сделана в стиле полукружия «торпедо», клавиши на панели легко читаются и имеют собственную подсветку также как и стрелочные приборы. Спидометр (на 128 км / ч) расположен слева, тахометр и бензинометр располагаются в правой секции. Другие вспомогательные приборы установлены слева от спидометра. Между тахометром и спидометром есть табло контроля состояния автобуса, отображающее также передачу. включённую в данный момент, может устанавливаться GPRS-контроль, есть VCD телевизор с системой его управления; педали с гидропневматической системой ZF Booster нажимаются легко, что делает несложным даже нажатие «в пол» педали сцепления; также имеется вентилятор для места водителя.
Коробка передач у автобуса 12-ступенчатая, очень удобный и короткий рычаг прилегает к креслу водителя. Сверху есть рельсы, по которым водители могут затенять лобовое стекло при сильном солнце; значительным плюсом является мощная шумоизоляция салона благодаря которой двигатель почти не слышен.
У автобуса есть немало других систем и удобств, таких, как MSC (ограничитель максимальной скорости движения); тормозная система EBS, включающая антиблокировочную ABS и антипробуксовочную ASR, с помощью которых каждое колесо тормозит отдельно. Есть туалет, кофеварка, холодильник, чайник и многое другое. Есть также возможности установить другой двигатель, коробку передач от MAN, установить дополнительный топливный бак на 400 литров (тогда общая вместимость баков увеличится до 840 литров).